# أم عتبة
أم عتبة قرية سوريّة تتبع إداريّاً لمحافظة حلب منطقة جبل سمعان ناحية الزربة، بلغ تعداد سكانها 107 نسمة حسب التعداد السكاني لعام 2004.